# Bohdan Bojczuk
Bohdan Bojczuk (ukr. Богдан Бойчук, ur. 11 października 1927 roku we wsi Bertniki w powiecie buczackim, zm. 10 lutego 2017 w Kijowie) – ukraiński poeta, prozaik, tłumacz i krytyk literacki, członek literackiej tzw. Grupy Nowojorskiej powstałej w latach 50. XX w. na emigracji w USA. Mieszkał w USA oraz w Kijowie.
Autor licznych zbiorów wierszy (m.in. Час болю – 1957, Спомини любови – 1963, Вiршi кохання й молитви – 2002), sztuk teatralnych (Двi драми – 1968) i powieści (Двi жiнки Альберта – 2002, Спомини в бioграфiї – 2003).
Jego dzieła wydawane były w Nowym Jorku, Monachium i Kijowie oraz były przetłumaczone na języki angielski, polski, rumuński i rosyjski.
Ponadto Bogdan Bojczuk przetłumaczył na język angielski utwory Bohdana Ihora Antonycza, Iwana Dracza i Borysa Pasternaka, oraz wiele utworów na język ukraiński, min. Czekając na Godota Samuela Becketta.